# Hambantota District
Hambantota District är ett distrikt i Sri Lanka.   Det ligger i provinsen Southern Province, i den södra delen av landet, 160 km sydost om huvudstaden Colombo. Antalet invånare är 529 440. Arean är 2,6 kvadratkilometer.
Terrängen i Hambantota District är mycket platt.
Hambantota District delas in i:
- Katuwana Division
- Weeraketiya Division
- Hambantota Division
- Angunakolapelessa Division
- Ambalantota Division